# Koprofóbia
A scatophobiaként is ismert koprofóbia az ürüléktől való félelem, az ürülék folyamatos, abnormális utálata. A szó jellegéből adódóan lehetőséget ad különböző humoros, parodizáló szövegkörnyezetben való megjelenítésre, egyúttal a pszichiáteri szaknyelv elfogadott szakszava is, a fóbiás tünetegyüttesek egyik ritka változata.
Ellentéte az ürülékhez való irracionális vonzódás, a tünetként ürülék fogyasztásával (koprofágia) is járó koprofília.